# 92 до н. е.

## Народились
- Лю Хе — імператор з династії Хань у 74 році до н. е.

## Померли
- Антіох XI Епіфан — цар Сирії в 95—92 роках до н. е.